# Геспірія (Каліфорнія)
Геспірія (англ. Hesperia) — місто (англ. city) в США, в окрузі Сан-Бернардіно штату Каліфорнія. Населення — 99 818 осіб (2020).

## Географія
Геспірія розташована за координатами 34°23′49″ пн. ш. 117°18′55″ зх. д. / 34.39694° пн. ш. 117.31528° зх. д. (34.397038, -117.315198).  За даними Бюро перепису населення США в 2010 році місто мало площу 189,61 км², з яких 189,32 км² — суходіл та 0,29 км² — водойми.

### Клімат
| Клімат : Геспірія            | Клімат : Геспірія | Клімат : Геспірія | Клімат : Геспірія | Клімат : Геспірія | Клімат : Геспірія | Клімат : Геспірія | Клімат : Геспірія | Клімат : Геспірія | Клімат : Геспірія | Клімат : Геспірія | Клімат : Геспірія | Клімат : Геспірія | Клімат : Геспірія |
| Показник                     | Січ.              | Лют.              | Бер.              | Квіт.             | Трав.             | Черв.             | Лип.              | Серп.             | Вер.              | Жовт.             | Лист.             | Груд.             | Рік               |
| Абсолютний максимум, °C      | 26,7              | 30,6              | 33,9              | 37,8              | 42,2              | 43,9              | 46,7              | 44,4              | 45,0              | 38,3              | 31,1              | 29,4              | 46,7              |
| Середній максимум, °C        | 15,6              | 17,2              | 20,6              | 23,9              | 29,4              | 34,4              | 37,2              | 37,2              | 33,9              | 27,2              | 20,6              | 15,6              | 26,1              |
| Середній мінімум, °C         | 0,0               | 1,7               | 3,9               | 6,7               | 10,0              | 13,3              | 16,7              | 16,7              | 13,3              | 7,8               | 2,8               | −0,6              | 7,8               |
| Абсолютний мінімум, °C       | −18,3             | −11,7             | −10               | −3,9              | −1,1              | 2,2               | 1,7               | 5,6               | 0,0               | −6,1              | −13,3             | −14,4             | −18,3             |
| Норма опадів, мм             | 28                | 32                | 22                | 9                 | 4                 | 1                 | 5                 | 5                 | 5                 | 9                 | 12                | 26                | 157               |
| ---------------------------- | ----------------- | ----------------- | ----------------- | ----------------- | ----------------- | ----------------- | ----------------- | ----------------- | ----------------- | ----------------- | ----------------- | ----------------- | ----------------- |
| Джерело: The Weather Channel |                   |                   |                   |                   |                   |                   |                   |                   |                   |                   |                   |                   |                   |

## Демографія
Згідно з переписом 2010 року, у місті мешкали 90 173 особи в 26 431 домогосподарстві у складі 21 146 родин. Густота населення становила 476 осіб/км².  Було 29004 помешкання (153/км²).
Расовий склад населення:
| - 61,1 % — білих - 5,8 % — чорних або афроамериканців - 2,1 % — азіатів - 1,2 % — корінних американців - 0,3 % — вихідців з тихоокеанських островів - 24,5 % — осіб інших рас |

До двох чи більше рас належало 4,9 %. Частка іспаномовних становила 48,9 % від усіх жителів.
За віковим діапазоном населення розподілялося таким чином: 32,3 % — особи молодші 18 років, 58,7 % — особи у віці 18—64 років, 9,0 % — особи у віці 65 років та старші. Медіана віку мешканця становила 30,5 року. На 100 осіб жіночої статі у місті припадало 98,5 чоловіків;  на 100 жінок у віці від 18 років та старших — 95,0 чоловіків також старших 18 років.
Середній дохід на одне домашнє господарство  становив 55 006 доларів США (медіана — 44 874), а середній дохід на одну сім'ю — 58 370 доларів (медіана — 48 780). Медіана доходів становила 44 791 долар для чоловіків та 32 840 доларів для жінок. За межею бідності перебувало 24,8 % осіб, у тому числі 30,0 % дітей у віці до 18 років та 13,5 % осіб у віці 65 років та старших.
Цивільне працевлаштоване населення становило 31 265 осіб. Основні галузі зайнятості: освіта, охорона здоров'я та соціальна допомога — 20,2 %, роздрібна торгівля — 15,8 %, транспорт — 10,0 %, виробництво — 9,0 %.